# Escola Tècnica Superior d'Enginyeria Industrial de Barcelona
L'Escola Tècnica Superior d'Enginyeria Industrial de Barcelona (ETSEIB) és un centre universitari integrat a la Universitat Politècnica de Catalunya, especialitzat en enginyeria industrial.

## Història

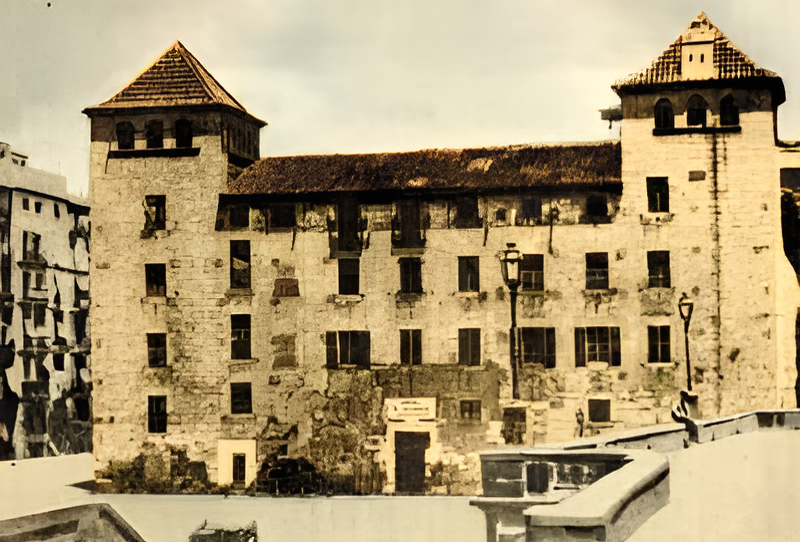
Antic edifici de l'escola, al convent de Sant Sebastià (actualment desaparegut).

L'escola es va crear l'any 1851, amb el nom inicial d'Escola Industrial Barcelonesa, gràcies a un Reial Decret del 4 de setembre de 1850 que permeté l'obertura de les primeres escoles d'ensenyament industrial a Sevilla, Bergara i Madrid. L'escola de Barcelona absorbí les càtedres tècniques i científiques que la Junta de Comerç havia anat creant des de 1769, incloent les de química aplicada, física experimental, maquinària i dibuix lineal. Llorenç Presas i Puig va ser l'encarregat d'organitzar els estudis del nou centre. El discurs inaugural anà a càrrec de Jaume Llansó i el primer director fou Josep Roura i Estrada. Les classes es van iniciar-se en l'antic convent de Sant Sebastià (ja desaparegut), proper a la Llotja, on hi hagué la seu entre 1851 i 1873.
L'any 1855 l'escola passà a anomenar-se Escola Professional Industrial de Barcelona. Degut a la llei Moyano de 1857, el 1860 s'anomenà Escola Superior Industrial de Barcelona. A partir de 1865 el nom fou Escola d'Enginyers Industrials de Barcelona. L'any 1867 es tancà l'escola de Madrid, i l'escola de Barcelona passà a ser durant 32 anys l'única existent a Espanya d'aquestes característiques. De totes les Escoles Industrials creades a Espanya en aquelles dates, només la de Barcelona ha seguit funcionant ininterrompudament fins als nostres dies.
L'any 1873 l'Escola d'Enginyers Industrials de Barcelona es traslladà a l'edifici de la Universitat Literària, a la Plaça de la Universitat. L'any 1874 es va crear l'Escola Lliure Provincial d'Arts i Oficis, la qual estava agregada a la institució fins que l'any 1913 va canviar el nom pel d'Escola del Treball i se'n va independitzar.
L'any 1927 l'Escola d'Enginyers Industrials de Barcelona passà a ocupar l'edifici del Rellotge de l'Escola Industrial, a l'antiga fàbrica de Can Batlló del carrer Urgell. L'any 1940, després de la Guerra Civil espanyola, es van fusionar les escoles de Barcelona, Bilbao i Madrid i l'escola s'anomenà Escuela Especial de Ingenieros Industriales. Establecimiento de Barcelona. L'any 1947 l'escola de Barcelona tornà a ser independent. L'any 1957 adoptà en nom oficial de Escuela Técnica Superior de Ingenieros Industriales de Barcelona.
L'any 1964 es produí el trasllat a l'edifici situat a l'avinguda Diagonal, obra de l'arquitecte Robert Terradas. L'any 1971 l'Escola fou un dels centres que constituïren el que avui és la Universitat Politècnica de Catalunya. El nom de l'escola es va catalanitzar l'any 1977, passant a ser Escola Tècnica Superior d'Enginyers Industrials de Barcelona. L'any 1998 s'adoptà el nom actual, que inclou la paraula "Enginyeria" en lloc "Enginyers" per raons de no discriminació de gènere.
De l'escola n'han sortit més de 18.000 titulats, que han contribuït a la industrialització i al progrés tecnològic i socio-cultural de Catalunya i d'Espanya.

## Estudis
L'Escola Tècnica Superior d'Enginyeria Industrial de Barcelona forma enginyers i enginyeres amb un ampli espectre d'especialització en diverses àrees tecnològiques: automàtica, construcció, elèctrica, electrònica, energètica, fabricació, informàtica, materials, mecànica, organització industrial, química, transports, logística o bioenginyeria.
A més dels estudis d'Enginyeria Industrial, en aquest centre s'imparteixen diferents màsters relacionats amb el món de l'enginyeria.
L'escola té una superfície de 47.000 m2 edificats, amb uns 3170 estudiants, més de 410 professors integrats en 17 departaments i prop de 240 persones d'administració i serveis.

## Departaments
A l'ETSEIB hi tenen seu 16 departaments:
- Ciència dels Materials i Enginyeria Metal·lúrgica
- Ciències de la Computació
- Enginyeria de Projectes i Construcció
- Enginyeria de Sistemes, Automàtica i Informàtica Industrial
- Enginyeria Elèctrica
- Enginyeria Electrònica
- Enginyeria Mecànica
- Enginyeria Química
- Estadística i Investigació Operativa
- Expressió Gràfica a l'Enginyeria
- Física
- Màquines i Motors Tèrmics
- Matemàtiques
- Organització d'Empreses
- Resistència de Materials i Estructures a l'Enginyeria

## Associacions d'estudiants
A l'Escola Tècnica Superior d'Enginyeria Industrial de Barcelona existeixen les següents associacions d'estudiants:
- BEST - Board of European Students of Technology. Associació internacional d'estudiants de carreres tècniques present a 96 universitats europees i en un total de 33 països. Organitza cursos acadèmics i no-acadèmics, així com la competició d'enginyeria més gran d'Europa (EBEC).
- Cine Club Enginyers. Volen apropar el cinema als estudiants organitzant projeccions i altres activitats. Publiquen periòdicament la revista 8mm.
- Cadència Industrial.[8] Grup d'estudiants amants de la música clàssica que volen promoure-la a l'ETSEIB. A més a més, organitzen concerts a l'escola.
- Delegació d'Estudiants. És l'òrgan oficial de representació del l'estudiantat.
- Enginyeria Sense Fronteres. ONGD especialista en temes de cooperació de serveis d'aigua i d'alternatives energètiques.
- Erasmus Student Network. Organització internacional d'estudiants que busca promoure oportunitats per a la comprensió cultural i l'autodesenvolupament sota el lema Estudiants Ajudant Estudiants.
- eRide ETSEIB. Grup d'estudiants que s'encarreguen de dissenyar i construir una moto elèctrica de competició.
- ETSEIB Motorsport. Grup d'estudiants que s'encarreguen de dissenyar i construir un vehicle monoplaça apte per competir a la Formula Student.
- Forum ETSEIB. Els estudiants s'associen per organitzar anualment el Forum, que pretén ser un pont entre els estudiants i les empreses.
- Grup de teatre Utopia. És el grup de teatre de l'escola. Amb més de 20 anys en actiu, és avui dia l'agrupació teatral universitària més antiga de la UPC.
- IAESTE - International Association for Exchange of Student for Technical Experience. Organització per l'intercanvi d'estudiants universitaris de carreres tècniques i científiques.
- L'Altre. Els estudiants s'associen per organitzar anualment aquest Forum alternatiu, que pretén ser un pont entre els estudiants i les entitats compromeses amb la sostenibilitat en el seu sentit més ampli: medi ambient, drets dels treballadors, igualtat de gènere, etc.

## ETSEIB Motorsport
ETSEIB Motorsport és un equip d'estudiants format per enginyers que estudien els últims cursos d'Enginyeria Industrial a l'ETSEIB. L'equip compta amb coordinadors del centre educatiu que ajuden al projecte i el dirigeixen.
L'objectiu és dissenyar i construir un monoplaça apte per competir a la Formula Student. Per tal de complir-ho, cada temporada s'organitzen els membres d'acord amb les necessitats de disseny pel prototip. En termes generals l'equip està dividit en les seccions de Tren de Potència, Estructura i Aerodinàmica, Dinàmica, Electrònica i Gestió.
La primera part del projecte consisteix a pensar el disseny de les peces que conformaran el cotxe, al mateix temps que es comença a contactar amb els possibles patrocinadors de la temporada.
Seguint un Masterplan, ja descrit des de l'inici de la temporada, es tanca el disseny del cotxe i es comencen a demanar els components que conformaran el cotxe d'aquella temporada. La següent etapa es tracta de fer proves amb els components per treure’n el màxim profit i acabar-los ajuntant per tal de tenir el cotxe acabat.
Abans de les competicions és important provar el cotxe, per tal de coneixe’l i saber com solucionar-ne els possibles desperfectes.
Durant l'estiu es durà el vehicle a les competicions que s'hagi decidit, on es veurà el recompensat tot l'esforç dels membres durant la temporada.
Aquest projecte és una gran experiència pels alumnes que conformen l'equip, ja que és una experiència enginyeril totalment real que fan paral·lelament als seus estudis. Així els membres adquireixen unes habilitats molt difícils de tenir abans d'entrar al món laboral: comunicació amb empreses proveïdores, disseny de components reals, ser membre d'un projecte de gran envergadura.

## Biblioteca
La Biblioteca de l'Escola Tècnica Superior d'Enginyeria Industrial de Barcelona és una biblioteca universitària de la Universitat Politècnica de Catalunya (UPC) i forma part del Servei de Biblioteques, Publicació i Arxius de la UPC juntament amb 11 biblioteques més. Amb 1.882 m2 i 378 places de lectura, la Biblioteca de l'ETSEIB és la biblioteca especialitzada en enginyeria industrial més important de Catalunya. La seva missió principal és donar suport a l'activitat docent, d'aprenentatge i de recerca de l'ETSEIB a través dels seus serveis, col·leccions i equipaments de qualitat, i vetllar per la conservació i difusió del seu important fons històric en ciència i tecnologia.
L'edifici de l'ETSEIB es va projectar i construir entre els anys 1959 i 1964. Obra de l'arquitecte Robert Terradas i Via, forma part del conjunt d'edificis que, a partir dels anys 50, van anar introduint a la ciutat de Barcelona l'arquitectura que s'estava fent a la resta d'Europa i Amèrica i, en aquest sentit, va suposar tota una novetat. La Biblioteca iniciar la seva activitat l'any 1966, i al llarg dels anys s'hi han anat fent diverses remodelacions i ampliacions. La darrera gran reforma, que li dona la distribució actual, data de l'any 1998. Al llarg dels anys s'hi han anat fent diverses remodelacions i ampliacions. La darrera gran reforma, que li dona la distribució actual, data de l'any 1998.

## Alumnes notables
- Pau Sans i Guitart, polític.
- Fèlix Cardellach i Alivés
- Pompeu Fabra i Poch, filòleg.
- Esteve Terradas i Illa, eminent físic, matemàtic i enginyer català.
- Carles Emili Montañès i Criquillion, cofundador de la Barcelona Traction
- Rafael Campalans i Puig, enginyer, polític i professor.
- Carles Pi i Sunyer
- Santiago Rubió i Tudurí
- Josep Vilarasau Salat, president de la Fundació La Caixa.
- Gabriel Ferraté Pascual
- Martí Vergés Trias
- Salvador Gabarró i Serra, president executiu de Gas Natural.
- Pedro Nueno Iniesta
- Joaquim Molins i Amat
- Joan Rosell i Lastortras
- Albert Espinosa i Puig